# C22H24ClNO
化学式C22H24ClNO（摩尔质量：353.9 g/mol）可能指：
- JWH-204，CAS号：864445-55-6
- JWH-207，CAS号：864445-59-0
- JWH-303，CAS号：864445-57-8